# Баја Патак
Баја патак (енгл. Scrooge McDuck) или у неким верзијама само Чика Баја (енгл. Unckle Scrooge), је анимирана креација из продукције Волта Дизнија. Првенствено се јавља као јунак стрипова са радњом у Патковграду.
Осмислио га је цртач Карл Баркс 1947. године, када је био сезонски радник у компанији Дизни.
Чика Баја је антропоморфни лик патке на сличан начин као и Паја Патак. Баја је ујак Паје и праујак његових сестрића Гаје, Раје и Влаје. Он воли паре и никад му није доста. Од првог новчића који је зарадио у животу – који му доноси срећу при грабљењу све више новца, блага и својине – све паре је чувао и штедио у свом трезору који је тако постао величине високоспратнице. Његови вечити непријатељи су Булдози, који покушавају да опљачкају његов трезор или се докопају било чега што је његово. Глас позајмљивао Србољуб Милин

## Кратка историја
Чика Бају, Пајиног богатог рођака је Карл Баркс створио 1947. и први пут представио у стрипу „Божић на Медвеђој планини” (енгл. Christmas on Bear Mountain), а због популарности шкрти и отрцани али симпатични ујак ускоро добија властиту серију, која се црта до данашњег дана.
Први пут се појављује на филму 1983, као анимирани карактер у цртаном „Микијева Божићна ноћ” (Mickey's Christmas Carol), у 24-минутној обради Дикенсовог класичног дела Божићна песма из 1843. Касније се појављује и у другим цртаним филмовима, првенствено у серији Пачје приче (DuckTales) (1987–1990).
У стрипу га је након Баркса најуспешније цртао Дон Роса (енгл. Дон Роса).

## Концепција личности и развој стрипа
Баркс га је у првом стрипу нацртао као немоћног старца у столици, али је тај концепт убрзо изменио на жилавог (и стога комичног) дедицу коме помоћ било какве природе нимало није потребна. Веза са Шкотском је јасна, због стереотипне крилатице да су Шкотланђани 'шкртице'. Оригинална Барксова намера је била да улога чика Баје буде споредна, да буде карактер који се само једном јавља. Међутим, убрзо је увидео комичност његове жеље за непрестаним богаћењем, као и страха да буде покраден. Ово је у себи носило потенцијал за многе будуће авантуре, са којима је Баркс експериментисао у следећим годинама. Такво је и одмах друго Бајино појављивање у епизоди „Тајна старог замка” (The Old Castle's Secret), која је објављена јуна 1948. године. У овој причи Баја регрутује нећаке Рају, Гају и Влају у заједничкој потрази за изгубљеним породичним благом, скривеном негде у замку предака, али који се налази усред мистичне мочваре у Шкотској.
У епизодама које следе аутори се баве Бајином прошлошћу и причама како је постао "најбогатији патак на свету". Један од његових предака (у колонијалном 19. веку) се на пример бавио производњом гуме и имао плантаже у Африци, где га је неки племенски врач уклео, бацивши вуду чини на њега због заузимања дела племенске земље. Прича има свој расплет тек много година касније када потомак тог врача наставља своју освету слањем негативца по имену "Бомби Зомби" (Bombie the Zombie) на Бају у Патковград. Међутим он га меша са Пајом Патком, и даје му вуду лутку. Онда у причу ускачу Раја, Гаја и Влаја који се спријатеље са Бомбијем и помажу му да се врати у Африку. Паја иде са њима тражећи лек за вуду проклетство, у чему на крају и успева, спашавајући породицу од старе клетве бачене на Бајиног прадеду.
Баркс са укусом скептицизма који карактерише многе његове приче описује зомбија не као мртву особу (познату из хорор-прича), већ као некога ко је пао под власт вуду-врача и служи му против своје воље – од тога му Паја и друштво помажу да се ослободи. Иако су аспекти приче узети као пародија филма "Бели зомби" Беле Лугошија, она се користи да повеже Бајину прошлост са мрачнијим аспектима његове личности које је наследио од предака.
У каснијим причама се јављају и нови карактери као што су Срећко Срећковић (Gladstone Gander) 1950. и лопови Булдози 1951. године.
Осим Баркса и Росе многи цртачи Дизни студија су радили на стриповима о Баји: Вилијам Ван Хорн (William Van Horn), Тони Строл (Tony Strobl), италијани Романо Скарпа (Romano Scarpa) и Марко Рота (Marco Rota), холанђанин Дан Јипес (Daan Jippes), и други.

## Како је постао најбогатији патак
Баја се са самог дна успео леством
 успеха до богатства. Он је типичан имигрант скромног порекла. Као мали дечак, чистио је и полирао ципеле на улицама Глазгова, када му је једном приликом неко платио Америчким 'дајмом' (кованица од 10 центи) из 1875. године, који је у његово време и у Шкотској био потпуно безвредан. Понижен и љут, Баја се заклиње да више никада неће бити преварен и бродом бежи у Америку. Овде га 1898. налази 'Велика златна грозница' и у Клондајку са 13 година проналази своје прво благо: злато величине гушчијег јајета. Са 14 година већ поседује 1000 долара и купује један брег (Killmule Hill). Коначно, 1902. долази у Патковград (Duckburg), где након низа драматичних догађаја, које укључују и сусрет са предсеником Рузвелтом купује старо утврђење на периферији града, руши га и на његовом месту изграђује свој чувени трезор.
Даља прича се размотава сама од себе, како чика Баја почиње своју вечну путешествију по свету са циљем богаћења. Свој трезор он назива "малим ситнишем", а у новцу који се тамо налази он воли – без повреда – "да плива" (па то је стрип, како би неки рекли...). Највреднији примерак његове "колекције" је "Дајм број један" (Number one dime), новчић којим су га преварили још као малог у Шкотској. Прича о новчићу који Баји доноси срећу развила се у епизоди "Округли трезор" 1953. године. У њој је та кованица толико стара, излизана и танка да уз помоћ ње Баја сече конопац којим су га везали, и бежи од Булдога. У каснијим причама, када губи тај новчић и срећа га напушта, те почиње да губи своје богатство.
Тај дајм је кључна сплетка у готово свим епизодама и са Магом Врачевић (Маgica De Spell). Ова вештица верује да је прва стечена кованица најбогатије особе на свету у ствари магична амајлија, чијим поседовањем она може стећи моћ древног краља Мидаса, који је по легенди све што је додирнуо могао да претвори у злато. Међутим, према овом заплету, то ће се десити само ако новчић припада најбогатијој особи на свету и то је заиста и први новац који је та особа зарадила. На њену несрећу, мала кованица има магичне чари само у овим околностима, тако да када га она украде, његов власник Баја престаје да буде најбогатији човек и стога новчић постаје неупотребљив. Он је значи безвредан за све друге, осим за Бају.
Колико заиста новаца Баја поседује није познато. Баркс је о томе рекао: "Баја поседује један мултиплујилион, девет опскуратуматилион, шест стотина двадесет три долара и шездесетдва цента". У епизоди цртане серије Пачје приче из 1989. Бајин рачуновођа даје следећу цифру: "607 трилиона 386 зилион 947 трилиона 522 милијарди долара и 36 центи". Амерички пословни часопис Форбес је 2007. покушао у реалном процењивању Бајиног богатства и дошао на цифру између 28,8 милијарди америчких долара и 44,1 милијарди америчких долара. Ма колико да имао, сталан гег приче о њему је да Баја жели да извуче сваки долар из сваког бизниса у који се икада упустио.